# Canton de Valenciennes-Nord
Le canton de Valenciennes-Nord est un ancien canton français, située dans le département du Nord et la région Nord-Pas-de-Calais.

## Composition
Le canton de Valenciennes-Nord regroupait les communes suivantes :
| Nom                      | Code Insee | Codepostal | Superficie (km2) | Population (dernière pop. légale) | Densité (hab./km2) |
| ------------------------ | ---------- | ---------- | ---------------- | --------------------------------- | ------------------ |
| Valenciennes (chef-lieu) | 59606      | 59300      | 13,82            | 42 989 (2012)                     | 3 111              |
| Aubry-du-Hainaut         | 59027      | 59494      | 4,32             | 1 457 (2012)                      | 337                |
| Bellaing                 | 59064      | 59135      | 3,42             | 1 177 (2012)                      | 344                |
| Petite-Forêt             | 59459      | 59494      | 4,55             | 4 892 (2012)                      | 1 075              |
| Wallers                  | 59632      | 59135      | 20,89            | 5 552 (2012)                      | 266                |

## Histoire
De 1833 à 1848, les cantons de Valenciennes Nord et Valenciennes Est avaient le même conseiller général. Le nombre de conseillers généraux était limité à 30 par département.

## Représentation
| Période               | Identité                                    | Parti             | Qualité |
| --------------------- | ------------------------------------------- | ----------------- | --- |
| 1833-1836             | Henry François Bara                         |                   | Avocat et juge suppléant à Valenciennes |
| 1836-1842             | Pierre Antoine Joseph Hamoire               |                   | Négociant à Valenciennes |
| 1842-1848             | Emile Louis Fénelon Boulanger (1800-1875)   |                   | Juge au Tribunal civil de Valenciennes |
| 1848-1861             | Charles Mathieu                             |                   | Propriétaire, Maire d'Anzin Directeur des mines de Douchy |
| 1861-1869             | Emmanuel Lefebvre                           |                   | Banquier, Président du Tribunal de commerce de Valenciennes |
| 1869-1880 (démission) | Charles de Commines de Marsilly (1824-1889) | Droite            | Directeur-général de la Compagnie des Mines d'Anzin |
| 1880-1883 (démission) | Jules Rousseau                              | Républicain       | Propriétaire à Valenciennes |
| 1883-1890 (décès)     | Ernest de Carpentier                        | Boulangiste       | Banquier à Valenciennes |
| 1890-1898 (décès)     | Jacques Joseph Defline                      | Républicain       | Administrateur de sociétés, Maire de Bruay-sur-l'Escaut |
| 1898-1904             | Ernest Pottiez                              | Républicain       | Médecin, Maire d'Anzin (1892-1900 et 1904-1905) |
| 1904-1909             | Jules Turbot                                | Républicain       | Industriel, Président de la Chambre de Commerce de Valenciennes à partir de 1909. |
| 1910-1918 (décès)     | Henri Durre                                 | SFIO              | Représentant de commerce Conseiller municipal de Valenciennes Député du Nord (1906-1910 et 1914-1918) |
| 1918-1919             | siège vacant                                |                   | |
| 1919-1934             | Alphée Delannoy                             | SFIO puis PC-SFIC | Ouvrier métallurgiste, puis marchand de journaux, puis Gérant de coopérative Maire de Bruay-sur-l'Escaut (1919-1941), conseiller d'arrondissement Mort en déportation le 31 août 1943 à Dietz (Allemagne) |
| 1934-1940             | Gustave Thiétard                            | SFIO              | Ouvrier mineur puis ouvrier métallurgiste Maire d'Anzin (1912-1919 et 1924-1940) |
|                       |                                             |                   | |
| 1943-1945             | Adolphe Lefrancq (1871-1951)                |                   | Historien d'art, conservateur du Musée des Beaux-arts de Valenciennes Maire de Valenciennes (1941-1944) Nommé conseiller départemental en 1943                                                            |
|                       |                                             |                   | |
| 1945-1958             | Arthur Musmeaux                             | PCF               | Ouvrier, Petite-Forêt Député du Nord (1936-1940, 1945-1958) Élu en 1961 dans le Canton de Valenciennes-Est                                                                                                |
| 1958-1964             | André Gilliard                              | SFIO              | Professeur Maire d'Anzin (1947-1953) |
| 1964-1970 (décès)     | Lucien Gostiaux                             | PCF               | Maire de Bruay-sur-l'Escaut (1949-1970) |
| 14 février 1971-1976  | André Gilliard                              | PS                | Ancien maire d'Anzin |
| 1976-1982             | Gérard Herrewyn                             | PCF               | Dessinateur industriel à EDF, Bruay-sur-l'Escaut Elu en 1982 dans le Canton d'Anzin |
| 1982-1985             | Yves Leleu                                  | PCF               | Maire de Petite-Forêt |
| 1985-2004             | Claude Larcanché                            | UDF               | Professeur de lettres, d'histoire et de géographie Maire de Wallers (1965-2008) |
| 2004-2011             | Jean-Luc Chagnon                            | PS                | Médecin Vice-Président du Conseil Général Conseiller Municipal de Valenciennes Vice-Président du Conseil Général                                                                                          |
| 2011-2015             | Jean-Claude Dulieu                          | PCF               | Conseiller régional conseiller municipal de Valenciennes Elu en 2015 dans le Canton d'Aulnoy-lez-Valenciennes                                                                                             |

### Conseillers d'arrondissement (de 1833 à 1940)
Le canton de Valenciennes Nord avait deux conseillers d'arrondissement. 
| Période       | Période      | Identité                                | Étiquette                     | Qualité |
| ------------- | ------------ | --------------------------------------- | ----------------------------- | --- |
| 1833          | 1848         | Charles Casimir Miot (1790-1850)        |                               | Praticien, administrateur des hospices, greffier du Tribunal de commerce de Valenciennes                                                          |
|               |              |                                         |                               | |
| 1870          | 1871         | Louis Auguste de Quillacq               |                               | Ingénieur constructeur, maire d'Anzin |
| 1870          | 1875 (décès) | Charles Courtin (1815-1875)             |                               | Directeur des mines d'Anzin |
| 1871          |              | M. Bertaux                              |                               | |
| 18 juil. 1875 | 1883         | Constantin Jénart (1818-1895)           |                               | Négociant, maire d'Anzin |
| 1877          | 1883         | Alfred Lejeal                           |                               | Médecin à Valenciennes |
| 1879          | 1901         | Paul Debaralle (1843-1918)              | Républicain                   | Propriétaire, adjoint au maire de Valenciennes Président du Conseil d'arrondissement                                                              |
| 1883          | 1895         | Jean-Baptiste Patoir-Lionne (1839-1928) | Républicain                   | Maire de Wallers |
| 1895          | 1899 (décès) | Paul-Louis Sautteau (1846-1899)         |                               | Avocat, maire de Valenciennes (1893 à 1899) |
| 1899          | 1907         | Henri Durre                             | POF-SFIO                      | Représentant de commerce, conseiller municipal de Valenciennes, député (1906-1910 et 1914-1918)                                                   |
| 1901          | 1934         | Gustave Thiétard (1864-?)               | Socialiste autonome puis SFIO | Ouvrier mineur puis ouvrier métallurgiste, puis libraire Maire d'Anzin (1912-1919 et 1924-1940) Président du Conseil d'arrondissement (1912-1934) |
| 1907          | 1913         | Ernest Corsolle (1848-?)                | Républicain                   | Fabricant d'engrais, conseiller municipal de Valenciennes                                                                                         |
| 1913          | 1919         | Alphée Delannoy (1875-1943)             | SFIO                          | Ouvrier métallurgiste, puis marchand de journaux et enfin gérant de coopérative, Bruay-sur-l'Escaut                                               |
| 1919          | 1925         | Jules Corbeaux (1874-1947)              | SFIO                          | Ouvrier mouleur, maire de Petite-Forêt |
| 1925          | 1931         | Eugène Tassin (1875-1949)               | SFIO                          | Ancien mineur, maire de Wallers (1919-1929) |
| 1934          | 1940         | Arthur Musmeaux                         | PC-SFIC                       | Ouvrier, Petite-Forêt, député (1936-1940) |
| 1931          | 1936         | Justin Guiot (1876-1938)                | SFIO                          | Mineur, maire d'Hélesmes |
| 1931          | 1937         | Joseph Dumez (1895-1968)                | SFIO                          | Ouvrier mineur, conseiller municipal de Wallers                                                                                                   |
| 1937          | 1940         | Edmond Cher (1902-1967)                 | PC-SFIC                       | Ajusteur, Petite-Forêt, révoqué à la suite des décrets Daladier                                                                                   |
| 1940          |              |                                         |                               | Les conseils d'arrondissement ont été suspendus par la loi du 12 octobre 1940 et n'ont jamais été réactivés                                       |

## Démographie
| 1962 | 1968 | 1975 | 1982 | 1990   | 1999   | 2006   | 2011   | 2012   |
| ---- | ---- | ---- | ---- | ------ | ------ | ------ | ------ | ------ |
| -    | -    | -    | -    | 35 297 | 35 761 | 35 734 | 36 495 | 36 097 |

### Pyramide des âges
Comparaison des pyramides des âges du Canton de Valenciennes-Nord et du département du Nord en 2006
| Hommes | Classe d’âge   | Femmes |
| ------ | -------------- | ------ |
| 0,1    | 90 ans et plus | 0,4    |
| 4,2    | 75 à 89 ans    | 7,6    |
| 12,8   | 60 à 74 ans    | 14,7   |
| 21,2   | 45 à 59 ans    | 21,6   |
| 20,8   | 30 à 44 ans    | 20     |
| 21,3   | 15 à 29 ans    | 17,8   |
| 19,7   | 0 à 14 ans     | 17,8   |

| Hommes | Classe d’âge   | Femmes |
| ------ | -------------- | ------ |
| 0,2    | 90 ans et plus | 0,8    |
| 4,3    | 75 à 89 ans    | 7,9    |
| 10,3   | 60 à 74 ans    | 11,9   |
| 19,7   | 45 à 59 ans    | 19,4   |
| 21,1   | 30 à 44 ans    | 20,1   |
| 22,6   | 15 à 29 ans    | 21     |
| 21,6   | 0 à 14 ans     | 19     |